# Rich Hill (baseball)
Pour les articles homonymes, voir Richard Hill et Hill.
Richard Joseph Hill (né le 11 mars 1980 à Boston, Massachusetts, États-Unis) est un lanceur gaucher des Red Sox de Boston de la Ligue majeure de baseball.

## Carrière
Après des études supérieures à l'université du Michigan, Rich Hill est repêché le 4 juin 2002 par les Cubs de Chicago. Il fait ses débuts en Ligue majeure le 15 juin 2005.
Il est transféré le 2 février 2009 chez les Orioles de Baltimore.
Devenu agent libre après la saison 2009, il signe en janvier 2010 un contrat des ligues mineures avec les Cardinals de Saint-Louis. Il ne joue aucun match pour les Cardinals, qui l'assignent aux ligues mineures, jusqu'à ce qu'il soit récupéré en cours de saison 2010 par les Red Sox de Boston. Hill apparaît comme lanceur de relève dans 15 parties des Sox au cours des saisons 2010 et 2011 et subit une opération de type Tommy John au bras. Le 3 janvier 2012, il signe un contrat des ligues mineures avec Boston et revient au jeu en avril après avoir récupéré de son opération. Il retourne cependant sur la liste des joueurs blessés en juin pour des douleurs au coude, et on le revoit avec les Sox qu'en septembre. Il termine 2012 avec une moyenne de points mérités de 1,88 en 19 manches et deux tiers lancées en 25 sorties en relève.

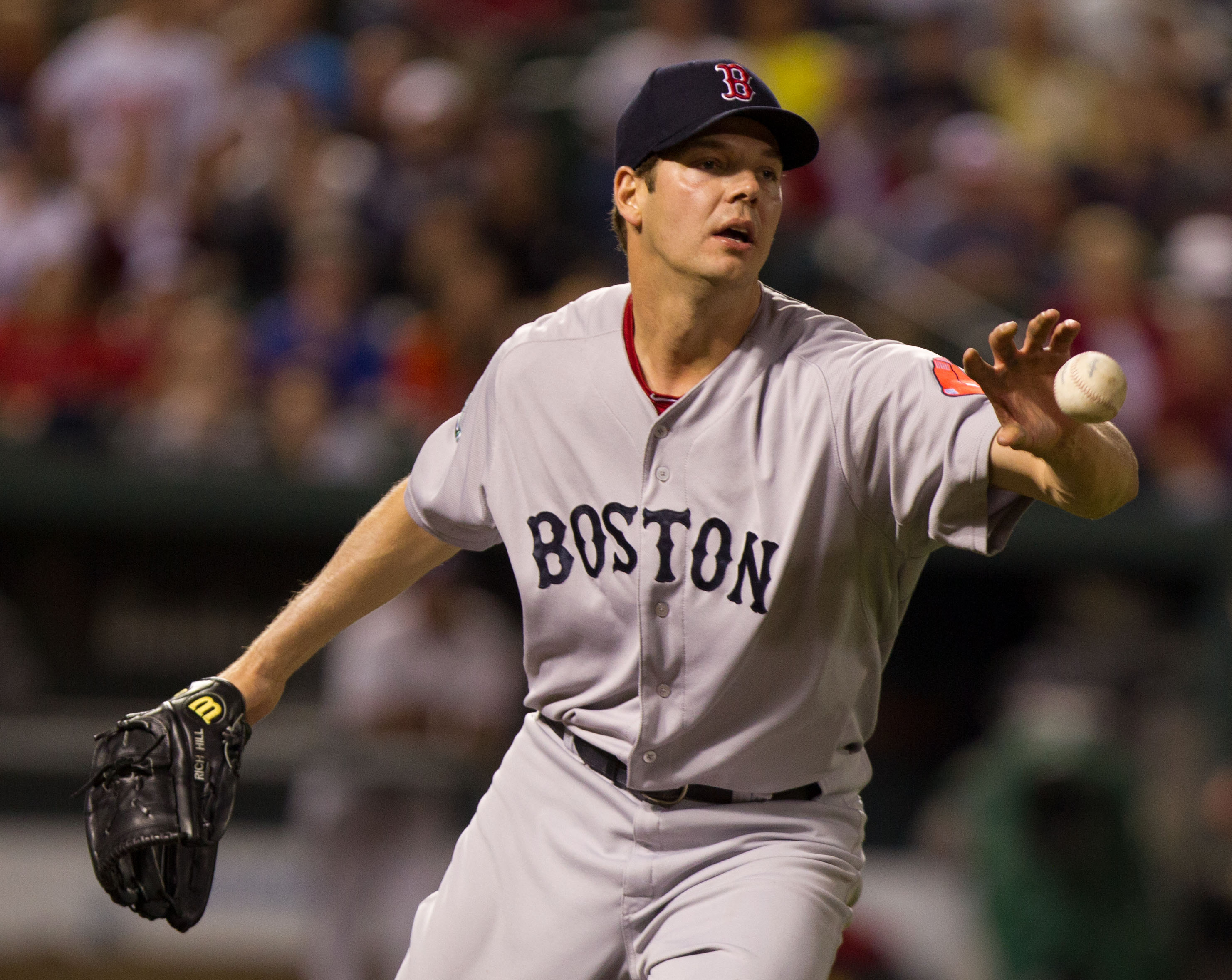
Rich Hill en 2012 avec les Red Sox de Boston.

Le 7 février 2013, Hill signe un contrat des ligues mineures avec les Indians de Cleveland. En 2013, sa moyenne de points mérités s'élève à 6,28 avec 27 points mérités accordés en 38 manches et deux tiers. Il apparaît dans 63 matchs des Indians, remporte une victoire et subit deux défaites.
Il rejoint son ancienne équipe, les Red Sox de Boston, avant le début de la saison 2014 mais n'a pas la chance de porter à nouveau leurs couleurs. Son contrat est vendu aux Angels de Los Angeles, pour qui il apparaît le 1er juillet dans les deux rencontres d'un programme double contre les White Sox de Chicago. Il affronte 4 frappeurs au total, ne parvient pas à en retirer un seul, donne 3 buts-sur-balles et un coup sûr et est victime d'un point. Libéré peu après, il signe à la mi-juillet chez les Yankees de New York et lance cinq manches et un tiers en 14 sorties avec ce club, n'accordant qu'un point.

### Red Sox de Boston
Le 28 février 2015, Hill signe un contrat des ligues mineures avec les Nationals de Washington. Libéré en juin suivant sans avoir joué pour les Nationals, il signe un contrat avec les Red Sox de Boston le 14 août 2015. Il effectue quatre solides départs pour les Red Sox en fin de saison 2015, remportant deux victoires contre une défaite. Ses performances semblent sorties de nulle part alors que, deux mois plus tôt, il lançait dans le baseball indépendant.
Le 13 septembre, à son premier départ en 6 ans au niveau majeur, Hill blanchit les Rays de Tampa Bay en 7 manches, retirant 10 frappeurs sur des prises. Le 25 septembre suivant, il lance un blanchissage où il n'accorde que deux coups sûrs en 9 manches sur les Orioles de Baltimore. Au cours des 3 premiers de ces 4 départs, Hill retire chaque fois 10 adversaires sur des prises. En 29 manches lancées en 2015, sa moyenne de points mérités s'élève à 1,55 avec 36 retraits sur des prises en 29 manches de travail.

### Athletics d'Oakland
Le 20 novembre 2015, Hill signe un contrat de 6 millions de dollars pour une saison chez les Athletics d'Oakland.

### Dodgers de Los Angeles
Le 1er août 2016, Hill est échangé aux Dodgers de Los Angeles en compagnie du champ extérieur Josh Reddick contre trois jeunes lanceurs droitiers (Frankie Montas, Grant Holmes et Jharel Cotton).
En juillet 2017, Rich Hill reçoit l'honneur de lanceur du mois pour la seconde fois de sa carrière, et la première fois dans la Ligue nationale : durant la période, il amasse 40 retraits sur des prises contre seulement 5 buts sur balles alloués en 31 manches lancées et maintient une moyenne de points mérités de 1,45.
Le 23 août 2017 à Pittsburgh face aux Pirates, Rich Hill n'accorde aucun coup sûr en 9 manches avant de perdre un match sans point ni coup sûr en 10e manche. Il retire consécutivement les 24 premiers frappeurs des Pirates mais perd un match parfait lorsque le premier joueur des Pirates à passer au bâton en 9e manche, Jordy Mercer, est sauf sur l'erreur de Logan Forsythe, le joueur de troisième but des Dodgers. Hill termine la manche mais perd le match sans coup sûr lorsque Josh Harrison amorce la 10e manche avec un coup de circuit qui fait gagner Pittsburgh 1-0. Hill est le 14e lanceur de l'histoire à réussir 9 manches sans coup sûr pour ensuite en accorder en manches supplémentaires, et le premier depuis le match parfait perdu en 10e manche par Pedro Martínez le 3 juin 1995.